# Lancia IZ
El Lancia IZ y el Lancia IZM fueron dos modelos de automóviles blindados italianos construidos durante la Primera Guerra Mundial y que tuvieron un limitado servicio durante esa guerra, el periodo de entreguerras y durante la Segunda Guerra Mundial.
Cuando se presentó en 1916, este era el vehículo blindado más moderno y fuertemente armado que poseía cualquier ejército.

## Diseño
Desarrollado por el ingeniero Guido Corni a partir del chasis del camión ligero Lancia 1Z 25 que había sido suministrado al ejército en 1912. El diseño del un automóvil blindado comenzó en 1915 por la firma Lancia de Turín, que montó una superestructura blindada con una amplia torreta con dos ametralladoras en la parte superior del compartimiento trasero; este modelo se caracterizó por una segunda subtorreta de ametralladora en la parte superior de la primera, dando al vehículo una altura total de 2,80 m; esta disposición le daba una potencia de fuego considerable para la época. Se fabricaron y entregaron al Regio Esercito diez ejemplares del denominado  Autoblindo Mitragliatrice Lancia 1Z que fueron puestos en servicio en el otoño de 1916, siendo un avanzado diseño para su época. Como resultado de las primeras experiencias adquiridas en combate se instalaron dos rieles de acero sobre la parte frontal del vehículo para cortar alambres de púa.

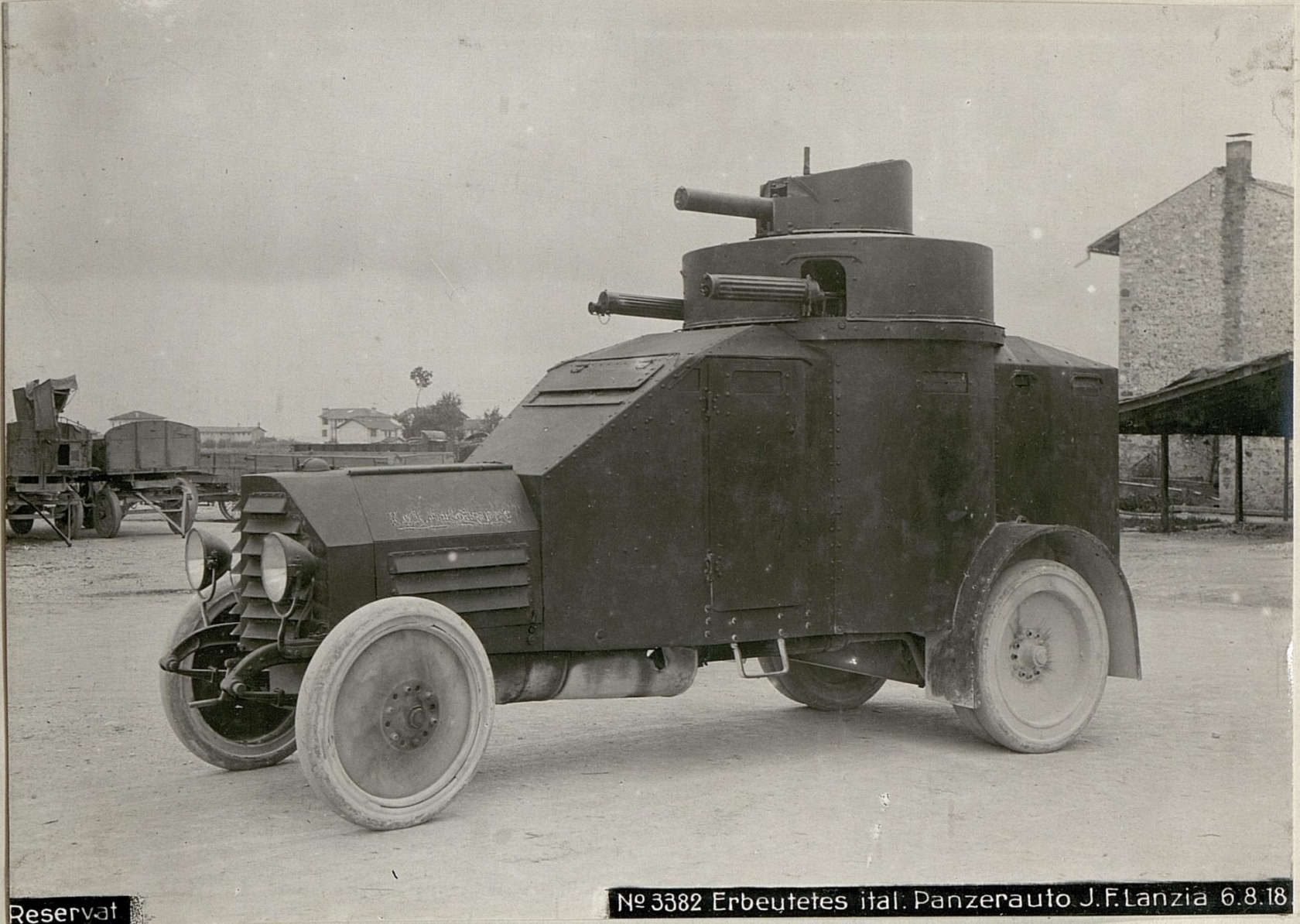
Un Lancia 1Z.

Habiendo tenido buenos resultados con la primera versión, se ordenó la producción de una versión ligeramente modificada (Lancia Ansaldo IZM) o "Modelo 1918". Esta nueva designación era debida a que, aunque los chasis eran del Lancia 1Z la superestructura estaba construida y montada sobre dicho chasis por la firma Ansaldo.
El Lancia IZM fue el segundo lote de automóviles blindados Ansaldo-Lancia construido. En 1917 se ordenaron 110 vehículos y todos fueron suministrados a finales de 1918. Algunas veces es difícil identificar el Lancia IZ original ("Modelo 1916"), siendo la diferencia más obvia el retiro de la subtorreta. Esto dejó al IZM con una sola torreta equipada con dos ametralladoras. Otras características útiles son que los primeros IZ usualmente tienen dos neumáticos de repuesto montados en el lado derecho del vehículo (en el IZ iban montados bajo la parte trasera). Las rejillas de enfriamiento y blindaje frontal del motor son ligeramente diferentes y hay menos mirillas en el compartimiento blindado de la tripulación. Los parachoques frontales también fueron simplificados. Sin embargo, algunos de los IZ originales fueron modificados al estándar IZM al retirarles la subtorreta y actualizando el chasis. Por lo que es posible encontrar fotografías de automóviles blindados IZM con características del IZ. Los soldados estadounidenses en el Frente Italiano entrenaron con estos vehículos y emplearon algunos durante la Primera Guerra Mundial.

## El IZ/IZM en acción

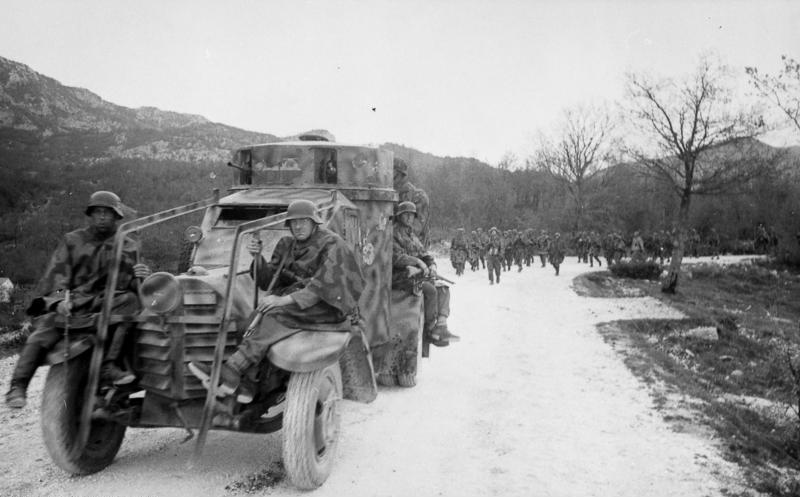
Soldados alemanes con un obsoleto Panzerspähwagen PK 501(i) (Lancia Ansaldo IZM) en Yugoslavia, 1943.

El Lancia IZ/IZM no fue ampliamente utilizado durante la Primera Guerra Mundial debido al terreno montañoso donde combatió el Regio Esercito no era adecuado, sin embargo, patrullaron la frontera noreste, el sector del río Piave y las estribaciones alpinas.
Después de la Primera Guerra Mundial, los automóviles blindados Lancia IZ/IZM fueron enviados al Norte de África y al África Oriental Italiana como unidades de reconocimiento y para tareas policiales. Además varios fueron vendidos al Reino de Albania, donde durante muchos años constituyeron la única fuerza blindada del país. 16 Lancia IZ/IZM fueron enviados a España durante la guerra civil española y fueron empleado por los Corpo Truppe Volontarie (Cuerpo de Tropas Voluntarias, o CVT). Estos automóviles blindados ya eran obsoletos para ese entonces y tuvieron un pobre desempeño ante los automóviles blindados de fabricación rusa BA-3/6 utilizados por el ejército de la República.
Durante finales de los años veinte y treinta, la mayoría de los IZM fueron enviados a las colonias italianas en Eritrea (África Oriental) y Libia . Algunos participaron en la campaña de Etiopía en 1935.
A pesar de ser obsoletos, unos cuantos automóviles blindados Lancia IZ/IZM aún quedaban en servicio con el Regio Esercito durante la Segunda Guerra Mundial en la Libia italiana, el África Oriental Italiana y las islas del Dodecaneso italiano. En 1940 y 1941, varios vehículos sirvieron durante la Campaña del África Oriental. Algunos fueron desplegados por el ejército italiano en operaciones policiales y antipartisanos en los Balcanes, principalmente en Yugoslavia. En algunos casos, vehículos operativos fueron puestos en servicio por otras fuerzas del Eje incluso tras el Armisticio de Italia. En servicio alemán, el vehículo fue designado Panzerspähwagen PK 501(i).

## Usuarios
- Regio Esercito
- Ejército austrohúngaro
- Ejército Imperial Alemán
- Albania
- Reino de Afganistán
- Austria
- Hungría
- Wehrmacht

### Vehículos blindados de similares características, uso y época
- Austin Armored Car
- Ehrhardt EV/4
- Lanchester 4×2
- Automóvil blindado Minerva
- Renault modèle 1914
- Peugeot modelo 1914
- Automóvil blindado Rolls-Royce
- White AM modelo 1915/1918

- Anexo:Vehículos blindados de combate de la Primera Guerra Mundial

- Lancia
- Lancia Veicoli Industriali
- Anexo:Modelos de Lancia Veicoli Industriali